# Berijpte kroontjeskorst
Berijpte kroontjeskorst (Sarcogyne regularis) is een korstmos uit de familie Acarosporaceae. Hij komt voor op basische steen, van bijvoorbeeld dijken, muren, grafzeren en op kalksteen van cement, schelpen, beton, basalt in Zuid-Limburg ook op tufkrijt. Hij leeft in mutualistische symbiose met een chlorococcoïde alg.

## Determinatie
Uiterlijke kenmerken
Het thallus is vaak ingezonken in de steen. De kleur van het thallus is wit en bij nat weer wordt deze groen. De apothecia zijn altijd aanwezig en zijn 3 mm groot. De kleur is bruinzwart en bij vocht weer rood bruin. Meestal bevatten ze witte berijping en hebben ze een grijsbruine, verwijdende rand. 
Microscopische kenmerken
De ascosporen hebben geen kleur en zijn met meer dan 100 aanwezig per ascus. De sporen zijn ellipsvormig tot bolvormig en hebben als afmeting 3–5(–6) × 1,5–2(–2,5) μm.

## Verspreiding
Het verspreidingsgebied van berijpte kroontjeskorst strekt zich uit over Europa, Noord-Amerika, Azië, Afrika, Groenland en Nieuw-Zeeland. In Nederland komt hij vrij algemeen voor. Hij staat niet op de Nederlandse Rode Lijst en is niet bedreigd.

## Fotogalerij

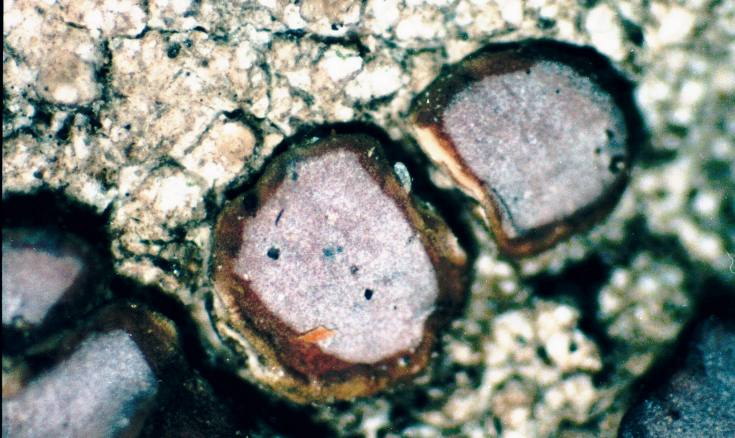
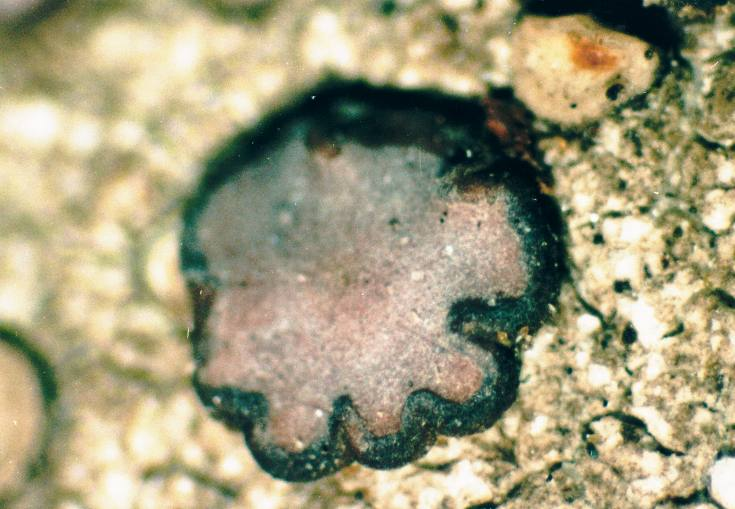
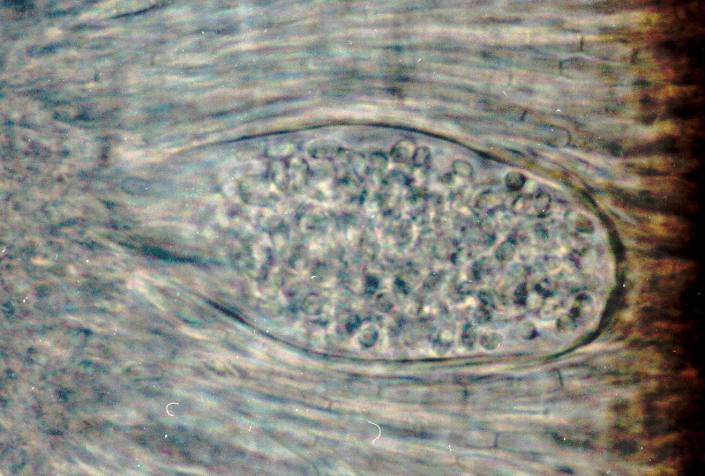
Ascus met ascosporen bij 1000× vergroting